# Шнекенхаузен
Шнекенхаузен (њем. Schneckenhausen) општина је у њемачкој савезној држави Рајна-Палатинат. Једно је од 50 општинских средишта округа Кајзерслаутерн. Према процјени из 2010. у општини је живјело 597 становника. Посједује регионалну шифру (AGS) 7335042.

## Географски и демографски подаци
Шнекенхаузен се налази у савезној држави Рајна-Палатинат у округу Кајзерслаутерн. Општина се налази на надморској висини од 330 метара. Површина општине износи 3,7 km². У самом мјесту је, према процјени из 2010. године, живјело 597 становника. Просјечна густина становништва износи 161 становника/km².